# Marlemont
Marlemont település Franciaországban, Ardennes megyében. Lakosainak száma 125 fő (2022. január 1.). Marlemont Aubigny-les-Pothées, Liart, Logny-Bogny, Maranwez és Signy-l’Abbaye községekkel határos.

## Népesség
A település népességének változása:
| Lakosok száma | 168  | 142  | 112  | 139  | 144  | 143  | 140  | 131  | 129  | 125  |
|               | 1968 | 1982 | 1990 | 2006 | 2013 | 2015 | 2017 | 2019 | 2020 | 2022 |